# Can Demir Aktav
Can Demir Aktav (* 31. August 1994 in Adana) ist ein türkischer Fußballspieler.

## Karriere
Aktav begann mit dem Vereinsfußball 2004 in der Jugend von Çukurovaspor und wechselte 2008 in den Nachwuchs des Drittligisten Konya Şekerspor. Im Februar 2012 wurde er in den Profikader aufgenommen und etablierte sich 2013 als Stammspieler. Zur Saison 2016/17 wurde er an den Partnerverein und Erstligisten Konyaspor abgegeben. Für die Saison 2017/18 wurde er an den Zweitligisten Adana Demirspor ausgeliehen. Dort wurde er nach einer halben Saison an Konyaspor zurückgeschickt und Aktav wurde für den Rest der Saison an Tuzlaspor verliehen.

## Erfolge
Mit Konyaspor
- Türkischer Pokalsieger: 2016/17